# 瓶爾小草目
瓶爾小草目是蕨類植物的一個小類群。傳統上，它們被歸於蕨類植物門內，原本是做成一個科，但後來則被當做一個目。在某些分類法裡，此一類群被置於一單獨的門－瓶爾小草門裡。但現今的基因系統研究已顯示，瓶爾小草目和松葉蕨目最為相關，且由 Smith et al. 於2006年提出的現代分類法中即將這二目一同置於松葉蕨綱內。
瓶爾小草目只包含著瓶爾小草科一科，但在一些分類法中，則有時會將其分成二至三科－瓶爾小草屬的瓶爾小草科，以及陰地蕨與蕨萁的陰地蕨科。其中一遙遠的物種－七指蕨有時則會被歸在其單獨的一科－七指蕨科裡。而大多現代對此目內植物的處理則是將其都歸類至瓶爾小草科之中。
此類植物有著由孢子囊形成的短壽型孢子，誕生於和葉片分開的葉柄上；以及肥大的根。許多物種一年只會長成一片蕨葉。而有少數的物種只有能生育的穗，而非一般所謂的葉片。瓶爾小草目的配子體是在地底下的。其孢子不會在陽光之下生長，且配子體可以在不形成孢子體的狀態下存活兩個世紀之久。
瓶爾小草屬有著所有現今已知植物中最高的染色體數量－1260個。